# Anna Karine
Anabella Franco o Anna K. Franco es escritora de novelas románticas, ficción juvenil y ciencia ficción, nacida el 3 de marzo de 1985 en Quilmes, Buenos Aires, Argentina. Aunque cultiva diversos géneros, se destaca en novela romántica, realismo y ciencia ficción. Escribió un romance histórico bajo el seudónimo Anna Karine.

## Datos biográficos
Anabella Franco (también conocida bajo los seudónimos Anna K. Franco y Anna Karine) es escritora de novelas de género romántico, ficción juvenil y ciencia ficción, y docente de Literatura. Nació en Quilmes, Buenos Aires, Argentina. Estudió Letras y Corrección Literaria, pero comenzó a escribir siendo muy joven, lo cual se convirtió en su profesión. Se desempeñó como jurado de diversos concursos literarios y como coordinadora de talleres de escritura. Ganó varios certámenes literarios y publicó su primer relato en 2005. Desde entonces vieron la luz muchas publicaciones en antologías hasta que en 2011 se publicó su primer libro, a partir de ese año ha seguido publicando con regularidad.

## Publicaciones
- 2024: Nina: segundo secreto (como Anna K. Franco), Editorial VeRa.
- 2023: Hollywood miente (como Annabella Franco), Editorial V&R.[4]
- 2023: Háblame de lo invisible (como Anna k. Franco), Editorial VeRa.
- 2022: Los inmortales II (como Anna K, Franco) en formato audiolibro, Bookmate originals.
- 2021: Los inmortales I (como Anna K. Franco), Bookmate originals.
- 2021: Lluvia Salvaje (como Anabella Franco), Penguin Random House - Sello Vergara (septiembre).

- 2020: Vivirás (como Anna K. Franco), Editorial V&R Editoras - Sello VRYA (mayo).

- 2019: "Camino a Renacer" (como Anabella Franco), Penguin Random House - Sello B (octubre).

- 2019: "Serás" (como Anna K. Franco), Editorial V&R Editoras - Sello VYRA (mayo).

- 2018: Julieta (como Anabella Franco), Penguin Random House - Sello Vergara (mayo).

- 2018: Brillarás (como Anna K. Franco), Editorial V&R Editoras - Sello VRYA (mayo).

- 2017: Saga TGM (Tercera Guerra Mundial) (como Anna K. Franco), Blok, Ediciones B. Saga de lectura independiente con conexiones con la Saga Rebelión. Libros: 2023 y 2024 (agosto y diciembre).

- 2017: Por si el tiempo olvida tu nombre (como Anabella Franco), Vergara, Ediciones B (mayo).

- 2016: BIOS (como Anna K. Franco), Blok, Ediciones B. Precuela de la saga Rebelión (noviembre).

- 2016: Fénix (como Anabella Franco), Vergara, Ediciones B (abril).

- 2015: Saga Rebelión (como Anna K. Franco), Blok, Ediciones B. Libros: "Rebelión" (abril de 2015), "Alienación" (julio de 2015) y "Abdicación" (diciembre de 2015)

- 2014: Camino al placer (como Anabella Franco), Vergara, Ediciones B.

- 2013: Una noche con ella (como Anabella Franco), Vergara, Ediciones B.

- 2012: Nada más que una noche (como Anabella Franco), Vergara, Ediciones B.

- 2012: Malas intenciones (como Anna Karine), Vergara, Ediciones B.

- 2012: "El número imperfecto" en Intermitencias, Editorial Dunken.

- 2012: "No me preguntes" en 100 mini-relatos de amor y un deseo satisfecho, Éride Ediciones.

- 2011: "De amor y de eternidad" y "El número imperfecto" en Palabras escritas, palabras dichas, editorial El Escriba.

- 2005: “Mamá” en En las manos, un pájaro, Instituto Cultural del Gobierno de la Provincia de Buenos Aires.